# اشتباكات الرس 2005
اشتباكات الرس 2005 هي معركة حدثت في مدينة الرس التابعة لـ منطقة القصيم مطلع ابريل من عام 2005 و استمرت لثلاثة أيام متتالية بين جماعة تنظيم القاعدة في بلاد الحرمين من جهة و قوات الطوارئ الخاصة التابعة لمديرية العامة للامن العام بوزارة الداخلية السعودية من جهة أخرى وسانتدتها قوات الأمن الخاصة التابعة لوزارة الداخلية السعودية وإندلعت الاشتباكات عندما حاولت الاجهزة الامنية السعودية اقتحام مجموعة من البيوت المتجاورة اللتي يتواجد فيها 20 شخص من أفراد التنظيم في حي الجوازات بمدينة الرس وانتهت الاشتباكات بعد مقتل 14 من تنظيم القاعدة وإصابة 5 و اعتقالهم بعد إصابتهم وقام شخص واحد بتسليم نفسه بعد إصابته، بينما أصيب أكثر من 105 من رجال الأمن السعوديين بينهم خمس إصابات بليغة وخطرة، وكان من بين القتلى زعيم التنظيم آنذاك السعودي سعود العتيبي والمغربي عبد الكريم المجاطي اللذي وصف بأنه العقل المدبر لتفجيرات الدار البيضاء 2003 وتفجيرات مدريد 2004 